# Sent Saitier
Sent Sestari (en francès Saint-Setiers) és un municipi francès del departament de la Corresa, a la regió de la Nova Aquitània.

## Demografia
| 1962                                       | 1968 | 1975 | 1982 | 1990 | 1999 | 2007 |
| ------------------------------------------ | ---- | ---- | ---- | ---- | ---- | ---- |
| 504                                        | 608  | 298  | 297  | 281  | 245  | 237  |
| Des de 1962: població sense dobles comptes |      |      |      |      |      |      |

## Administració
| Període   | Identitat      | Partit |
| --------- | -------------- | ------ |
| 1953-1977 | Gaston Labarre |        |
| 1977-1989 | Auguste Cloup  |        |
| 1989-1995 | Jean Boivert   |        |
| 1995-2008 | Bernard Vidal  | UMP    |
| 2008-     | Daniel Mazière |        |